# ناحیه بوستون، میشیگان
ناحیه بوستون (به انگلیسی: Boston Township) یک منطقهٔ مسکونی در ایالات متحده آمریکا است که در شهرستان آیونیا، میشیگان واقع شده‌است.
 ناحیه بوستون ۹۲٫۹ کیلومتر مربع مساحت و ۴٬۹۶۱ نفر جمعیت دارد و ۲۶۳ متر بالاتر از سطح دریا واقع شده‌است.